# Xylopassaloides moxi
Xylopassaloides moxi là một loài bọ cánh cứng trong họ Passalidae. Loài này được Schuster miêu tả khoa học năm 1993.